# Philippe-Antoine Magimel
Philippe-Antoine Magimel, né 1692 et mort le 5 octobre 1772 à Paris, est un maître orfèvre, et encyclopédiste français.
Il était le fils du maître orfèvre Antoine Magimel (mort le 1702) à partir de Paris et Marie-Françoise Leblond (1667-1756). Philippe-Antoine Magimel a été marié à Elisabeth-Marguerite Descoties (mort le 1770), le couple a eu deux enfants Edouard-Antoine et Simon-Augustin Magimel.
Il a édité l'article  Orfèvrerie et Orfèvre de l'Encyclopédie de Denis Diderot.